# Aitutaki

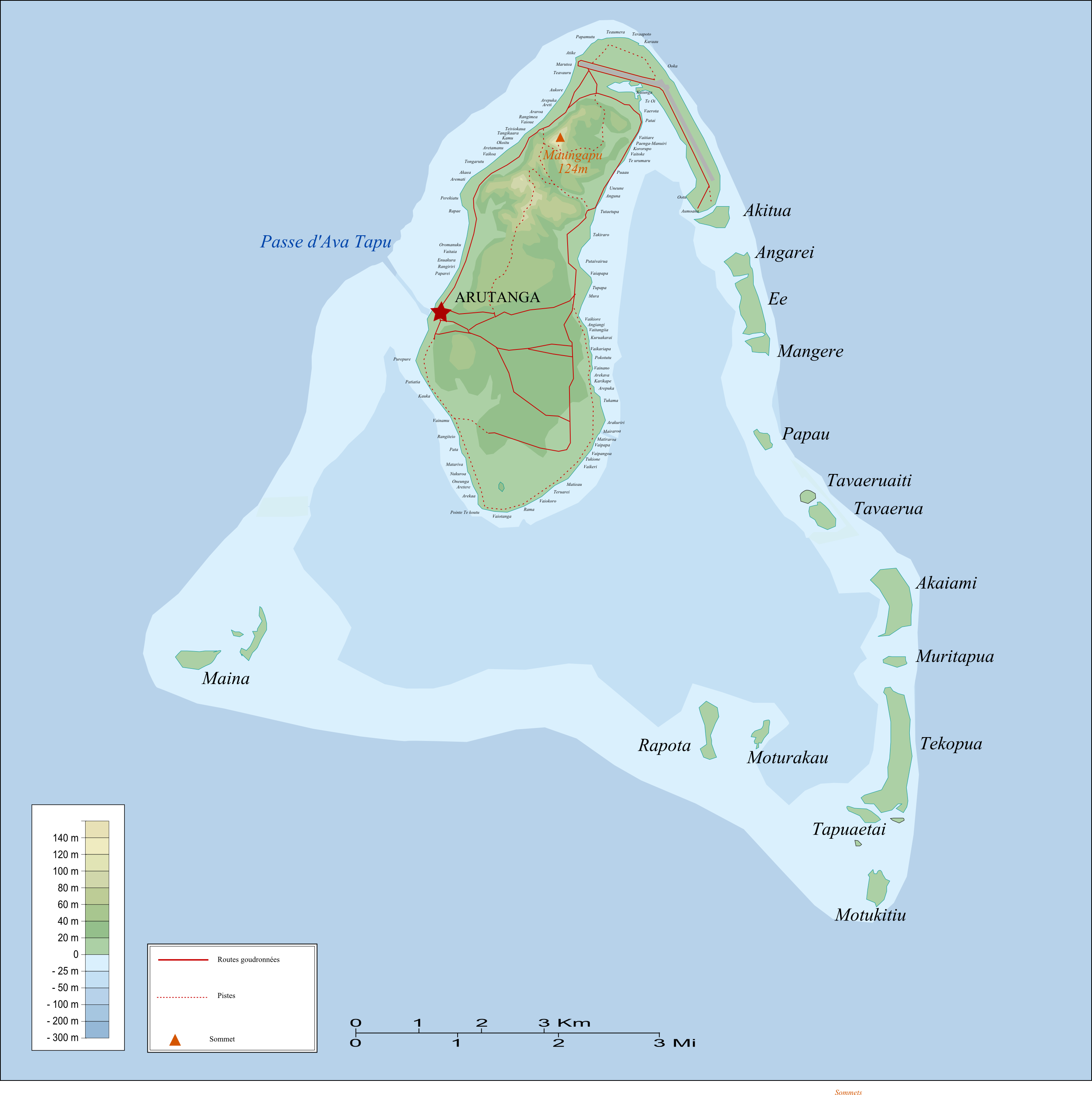
Carte d'Aitutaki

Aitutaki est une des îles de l'archipel des îles Cook, située à 225 km au nord-ouest de Rarotonga. Sa superficie totale est de 16,8 km2.
L'île est un presqu'atoll constitué d'une île principale et de quinze motu. Sa géologie est néanmoins inhabituelle pour un atoll puisque sa partie septentrionale a conservé le socle volcanique ancien. Ainsi Maunga pu (« la montagne Pu ») culmine à 124 m.
La principale passe de l'île est située à l'ouest face à Arutanga, la ville principale, où se situent les principaux commerces et bâtiments administratifs.
Réputée pour ses plages de sable fin et son lagon turquoise, Aitutaki est devenue l'une des principales destinations touristiques des îles Cook.

## Découpage de l'île

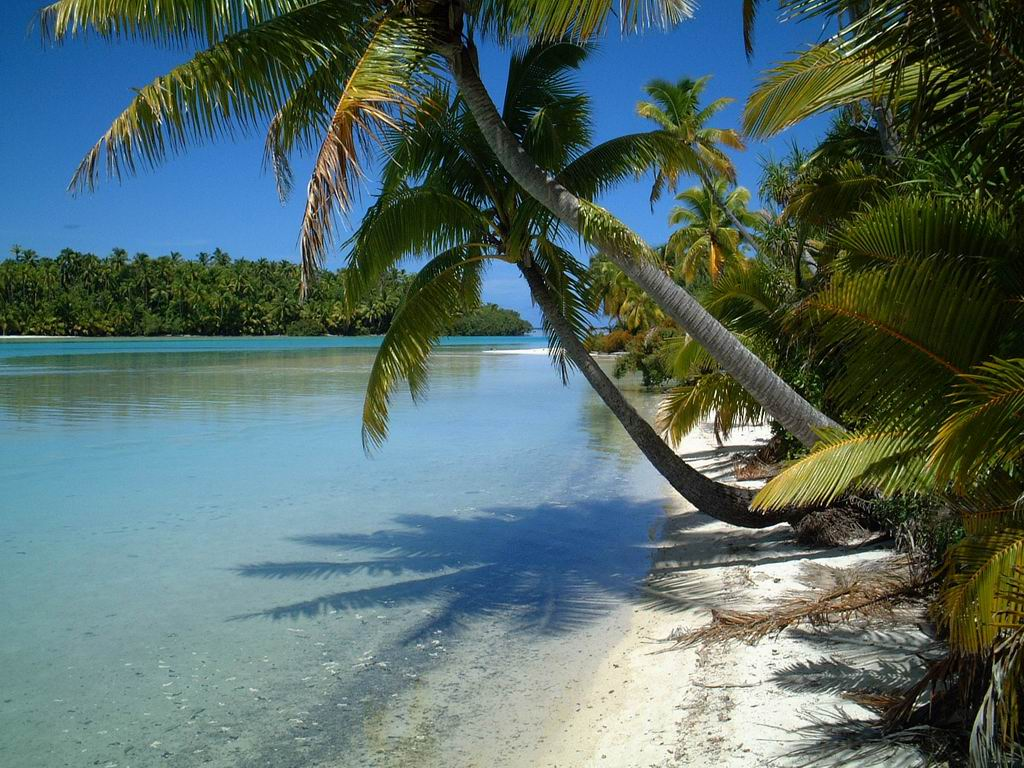
Motu Tapuaetai

Aitutaki est divisée en une vingtaine de tapere regroupés en 8 districts qui sont du nord au sud
- Vaitupa qui comprend les tapere de Taakerere et Vaitupa
- Anaunga qui comprend les tapere de Punoa et Anauanga
- Avanui qui comprend les tapere de Vaipeka et d'Avanui
- Amuri qui comprend les tapere d'Amuri et Punganui
- Arutanga, qui comprend les tapere d'Ureia, Arutanga, Reureu et Nukunoni
- Vaipae qui comprend les tapere d'Oako et  Vaipae
- Tautu qui comprend les tapere de Mataotane et Tautu
- Taravao qui comprend les tapere Vaiorea, Vaiau et Taravao.

À la tête de chaque tapere se trouve un mataiapo, chacun d'entre eux faisant allégeance à l'un des quatre ariki de l'île.
Sur un plan plus strictement administratif, ces 8 districts sont à leur tour regroupés en trois circonscriptions électorales que sont Amuri-Ureia; Arutanga-Reureu-Nikaupara; Vaipae-Tautu.

## Économie
Aitutaki possède un aéroport (code AITA : AIT). En juin 2008, une polémique sur l'ouverture ou pas de cet aéroport le dimanche opposa une bonne partie des habitants au gouvernement Marurai et au milieu d'affaires local travaillant dans le secteur du tourisme. Selon ces derniers, cette ouverture devrait permettre de relancer ce secteur crucial pour l'économie de l'île. Les opposants à l'ouverture, soutenus par une partie des Églises et le ministre aux îles extérieures Kete Ioane, organisèrent une pétition signée par plus de 1 300 personnes. Le gouvernement décida néanmoins de passer outre cette pétition et le premier avion se posa le 15 juin 2008, au milieu d'une manifestation de protestation.

## Histoire de l'île

### Peuplement

#### Sources archéologiques
Selon l'archéologie, Aitutaki aurait été peuplée à partir du IXe siècle. Le plus ancien site d'occupation humaine se situerait dans la zone d'Ureia Arutanga, à l'ouest de l'île. Les datations au carbone 14 effectuées sur divers artéfacts ou autres témoignages d'une présence humaine remonteraient pour les plus anciens entre 800 et 900 de notre ère. Cette occupation coïnciderait avec un léger abaissement du niveau de la mer de 1 ou 2 mètres élargissant d'autant la plaine côtière, zone propice à la culture du taro. Néanmoins, les archéologues soupçonnent une présence humaine plus ancienne sans que celle-ci n'ait pu être encore formellement démontrée. Cette hypothèse repose sur la disparition de certaines espèces d'oiseaux à une date antérieure, disparition qui pourrait s'expliquer par une chasse intensive, bien que les spécialistes se posent la question de savoir si la cause ne pourrait être simplement liée à une catastrophe naturelle (cyclone, tsunami, tremblement de terre…).

#### Sources orales
L'île aurait connu au moins trois grandes vagues migratoires si l'on en croit la tradition orale.
- La première vague migratoire serait le fait de Ru. Originaire de Tupuaki[7], il aurait navigué jusqu'à Aitutaki accompagné de quatre de ses frères et d'une vingtaine de Tepaeru[8].

- La seconde vague de migration serait celle de Te Erui, en provenance de Kuporu[9]. Te Erui aurait fini par tuer ou selon les versions faire alliance avec les descendants de Ru.

- La troisième vague de migration, qui devait être à l'origine des quatre chefferies actuelle de l'île, fut celle de Ruatapu. À la suite d'un subterfuge, il aurait chassé Taruia, le descendant ou le fils de Te Erui, l'obligeant à s'installer finalement à Penrhyn.

D'autres récits plus rares évoquent le passage d'autres pirogues sans qu'il soit possible de les situer ou de les raccorder aux trois précédentes. L'un d'eux recueilli par Walter Edward Gudgeon évoque ainsi le passage de trois pirogues avant celle de Te Erui : la pirogue Uatoaua du chef tongien Temunakorero; la pirogue Katopaenua d'un certain Kai et enfin la pirogue Irakau de Ui Tario.
Enfin, l'ouvrage paru en 1992 et intitulé Te Korero o Aitutaki na te Tumu Korero nous donne également le nom de pirogues arrivées sans doute après celle de Ruatapu : celle d'un certain Te Koutu qui serait liée à la tribu de Puaikura (Rarotonga) ; la pirogue de Maio et enfin celle de Tuatonga.

### Le passage des premiers navires européens
Le premier Européen à passer au large de l'île d'Aitutaki fut le capitaine Bligh à bord du Bounty le 11 avril 1789, soit 17 jours avant la mutinerie ayant eu lieu au large de l'archipel des Tonga. Deux  années plus tard, en mai 1791, Aitutaki fut de nouveau visitée par le capitaine Edwards envoyé par l'Amirauté britannique dans le but de retrouver les mutins. Le capitaine Bligh y fit escale une seconde fois le 25 juillet 1792.
En août 1814, le capitaine Goodenough à bord du Cumberland, s'arrêta quelques jours sur Aitutaki. Celui-ci avait déjà passé plusieurs semaines sur Rarotonga. Il y déposa deux femmes de Rarotonga que Goodenough y aurait enlevées, Tapairu et Mata Kavau. Tapairu serait selon certaines sources la fille de Rupe, frère de Makea Te Kao et « toa aito », le meilleur guerrier des Makea. Elle épousa lors de son séjour à Aitutaki un des chefs de l'île (Tamatoa Ariki?) avec qui elle eut un fils nommé Rupe. Ce dernier devait jouer quelques années plus tard un rôle majeur au sein de l'Église d'Aitutaki. Quant à Mata Kavaau, elle était la fille de Kainuku Tamoko, l'un des deux ariki de la tribu de Takitumu.  Elles ne purent rentrer sur Rarotonga qu'en 1823, lorsque le missionnaire John Williams les y raccompagna.